# فرانك روبسون
فرانك روبسون (بالفنلندية: Frank Robson)‏ هو مغني فنلندي، ولد في 27 أبريل 1946.

## وصلات خارجية
- فرانك روبسون على موقع IMDb (الإنجليزية)
- فرانك روبسون على موقع ميوزك برينز (الإنجليزية)
- فرانك روبسون على موقع ديسكوغز (الإنجليزية)